# Descripción e historia del Castillo de la Aljafería

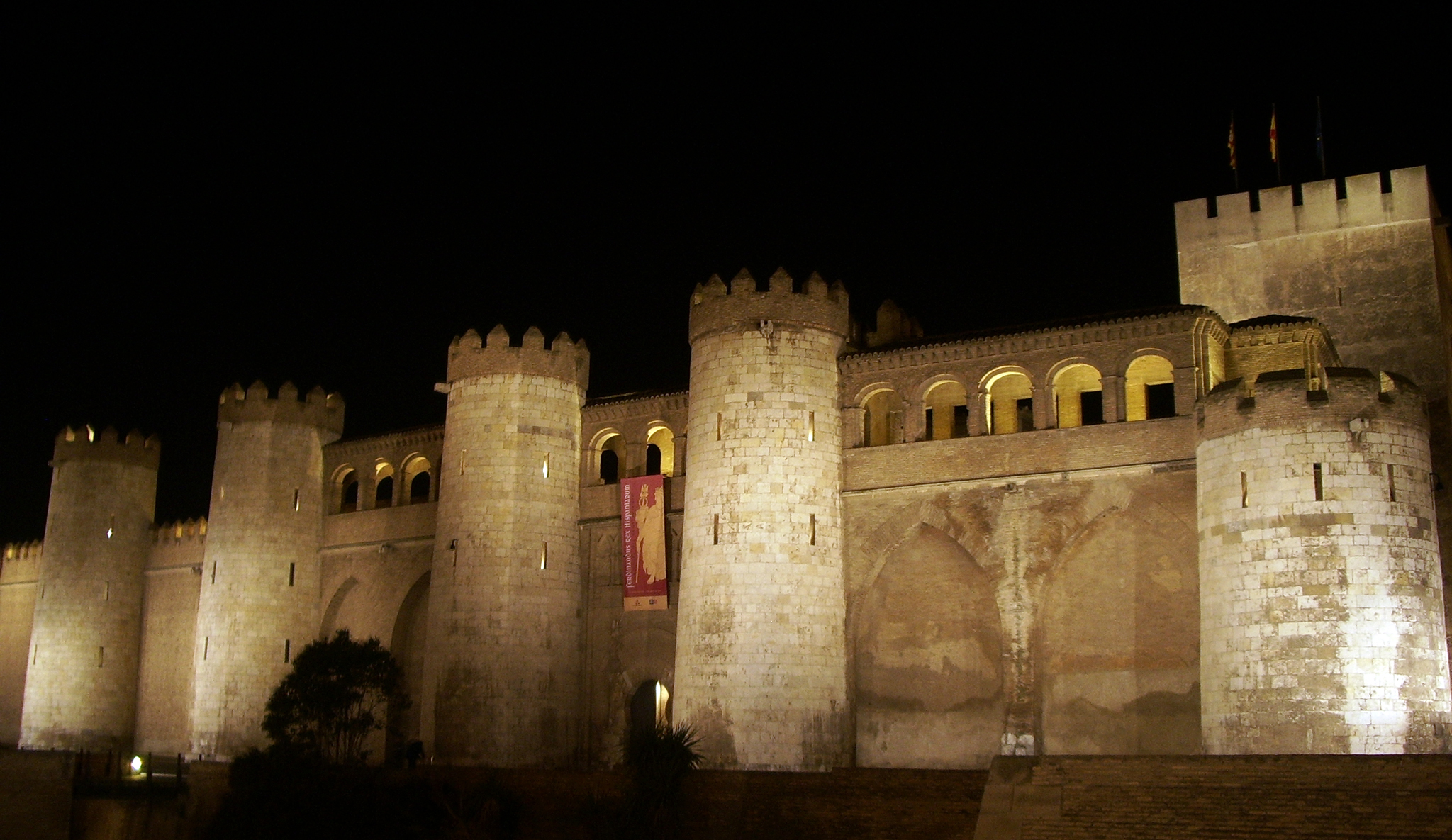
Vista nocturna de la Aljafería, palacio descrito como castillo en la obra de Nougués..

Descripción e historia del Castillo de la Aljafería sito extramuros en la ciudad de Zaragoza es una obra con rasgos de historiografía hecha por el erudito aragonés Mariano Nougués Secall.
Fue confeccionada hacia 1846, a raíz de una visita de la reina de Aragón, Isabel I al Palacio de la Aljafería, donde fue acompañada por el capitán general de Aragón y por el mismo Nougués, quien sirvió de guía. Según cuenta en el prólogo el autor, la idea se la sugirió la misma Isabel I, quien estaba en vísperas de casarse con Francisco de Asís de Borbón, en la visita al patio de Santa Isabel. Propuso la monarca «hacer una descripción detallada de todas y cada una de las cosas que hay en este lugar, siendo esto mérito del autor». 
Siguiendo los lineamientos marcados por Isabel en su visita, Nougués comenzó a trabajar el texto, que fue presentado en Zaragoza el 12 de marzo de 1846, y poco después enviado a la Secretaría de Estado en Madrid, para que pudiese ser leído por la reina, quien dio visto bueno. Ya la segunda edición le fue dedicada a S.M. la reina doña Isabel II [de Castilla]. Su editor fue Antonio Gallifa.

## Estructura del texto
En la transcripción se ha conservado la ortografía original, como puede verse aquí.
INTRODUCCION:
Capítulo 1.º 	Descripción general de la Aljaferia. Su planta
capítulo 2.º 	Diversidad de su arquitectura y épocas de la misma: fortificación etc.
Capítulo 3.º	Descripción especial de las partes de este edificio: de la antigua mezquita: (lámina 3.ª) de la sala de Santa Isabel: (lámina 4.ª) é inmediatas: inscripciones que se leen en sus frisos etc.
Capítulo 4.º	Significado del lema Tanto Monta (lámina 5.ª).
Capítulo 5.º	Descripciones que hacen de este edificio nuestros escritores antiguos.
Capítulo 6.º	De la época en que se construyó la Aljaferia y por quién: destino que le dieron los moros.
Capítulo 7.º	Del Castillo de la Aljaferia después de la conquista, de Zaragoza por D. Alonso el Batallador: establecimiento de su capilla y dotación de sus capellanes.
Capítulo 8.º	De los huertos y aguas de la Aljaferia.
Capítulo 9.º	Esmero de los reyes aragoneses en la conservación de la Aljafería. Relación de los documentos antiguos que hablan de su reparación y de la casa de fieras.
Capítulo 10.	Del nacimiento de Santa Isabel; su bautismo y sus cartas.
Capítulo 11.	Del establecimiento de la Inquisición en la Aljaferia y formalidades de los autos de fe.
Capítulo 12.	Fiestas que se celebraron en la Aljaferia con motivo de las coronaciones de diversos reyes.
Capítulo 13.	las fiestas que se celebraron en la Aljaferia con motivo de las coronaciones de las reinas.
Capítulo 14.	De las personas que estuvieron presas en la Aljaferia y succesos lamentables que ocurrieron dentro de este alcázar. Se refiere la prisión del General Guillelmi.
Capítulo 15.	De la visita que S. M. Doña Isabel 2.ª hizo al Castillo de la Aljaferia en 27 de julio de 1845.
Capítulo 16.	De lo que debería egecutarse para conservar y reparar las preciosidades de este edificio.
NOTA 1.ª	Escmo. señor.
NOTA 2.ª	Modo de orar los árabes.
NOTA 3.ª	Genealogía de los reyes árabes de Zaragoza según Masdeu, Conde, Zurita y Blancas.
NOTA 4.ª	Documentos relativos al Monasterio de Crason.
NOTA 5.ª	Documento relativo al sueldo del capellán.
NOTA 6.ª	Documentos relativo al establecimiento de capellanías y presentación de algunas.
NOTA 7.ª	Presentación de una.
NOTA 8.ª	Relativos á la capellanía del Pilar.
NOTA 9.ª	Agua concedida á Torrellis.
NOTA 10.	Agua comprada por el rey D. Jaime 2.º á unos menores.
NOTA 11.	Agua concedida al monasterio de religiosas de predicadores.
NOTA 12.	Nombramiento de un arquitecto sarraceno; orden de reparar la Aljaferia.
NOTA 13.	Asignación de ciertos réditos para la reparación del castillo de la Aljaferia.
NOTA 14.	Sobre las fieras de la Aljaferia.
NOTA 15.	Cartas de Santa Isabel.